# Dorfen
Dorfen er en by i Landkreis Erding i Regierungsbezirk Oberbayern i den tyske delstat Bayern.

## Geografi
Dorfen ligger i dalen til floden Isen (biflod til Inn) cirka 50 km øst for München, 53 km nord for Rosenheim, 32 km vest for Mühldorf, 31 km syd for Landshut og 20 km fra landkreisens administrationsby Erding .

### Bydele
De tidligere kommuner Tegernbach (med Grüntegernbach og Wasentegernbach) og Zeilhofen blev indlemmet i Dorfen i 1978.
Derudover er der landsbyerne Algasing, Eibach, Esterndorf, Hausmehring, Jaibing, Oberdorfen, Schiltern, Schwindkirchen og Watzling.

### Nabokommuner
- Taufkirchen (Vils)
- Lengdorf
- Sankt Wolfgang
- Schwindegg
- Obertaufkirchen
- Buchbach (Oberbayern)

- St. Vituskirke på Marktplatz
- Borgerhuse på Marktplatz
- Kirchtor fra Marktplatz